# Ingo Frölich
Ingo Frölich född Ingo Frans Arthur Frölich den 28 oktober 1911 i Raus församling Malmöhus län död 25 mars 1979 i Malmö, var en svensk museiamanuens och kompositör. Utexaminerad folkskollärare vid Folkskoleseminariet i Lund den 1 juni 1933.

## Kompositioner
- Norsk svit[2]
- Morgon i de norska fjällen[2]
- På Sæteren[2]
- Romans för pianosolo och trio (använd i filmen När seklet var ungt från 1944)[3]